# 僕、いますよ。
『僕、いますよ。』（ぼく、いますよ）は、本宮ひろ志による日本の漫画作品。『週刊ヤングジャンプ』（集英社）において、2020年36・37合併号から2021年20号まで連載された。

## ストーリー
茨城県の架空の市「戸川市」の市役所職員として働く主人公が、論語を振りかざして改革を進める。が、倉本市長の影響で、コネや暴力を用いた問題解決手法に目覚めていく。

## 登場人物
山田 一郎
主人公。
山田 和江
主人公の母。近所のスーパーで働いている。主人公が騒乱罪で警察に拘束され、釈放された際、警察署前で警官に掴みかかる。その後、急死。
おばあちゃん
山田一郎の祖母。救急車が出払っていたため、大八車で病院に担ぎ込まれるが死去。
倉本 信之助
市長。(第1話から第4話まで)。「戸川市で一番デカい土木屋」(本人)。
大馬 俊郎
市長。(第5話から第15話まで)。
近藤 守
副市長。のちの市長。市役所に投げ込まれた火炎瓶により、火達磨になるが生還。
高山 章吾
国土政策局長。高山の新人時代に「新人いびり」をしていた課長に鉄拳制裁を加えた倉本に恩を感じている。

## 登場する古典の名言など
- 朝に道を聞かば夕べに死すとも可なり（論語）（第2話）
- まず行う、其の言は而る後にこれに従う（論語）（第3話）
- 近き者説び遠き者来たる（論語）（第4話）
- 一に曰く道、二に曰く天、三に曰く地、四に曰く将、五に曰く法なり（孫氏の兵法）（第6話）
- 昔の善く戦う者は、先ず勝つべからざるをなして、もって敵の勝つべきを待つ（孫氏の兵法）（第7話）
- 凡そ戦いは、正を以て合い、奇を以て勝つ（孫氏の兵法）（第9話）
- 自助・共助・公助（上杉鷹山）（第15話）

## 書誌情報
- 本宮ひろ志『僕、いますよ。』、集英社〈ヤングジャンプ・コミックス〉、全3巻
  1. 2021年1月19日発売[3]、ISBN 978-4-08-891752-8
  2. 2021年5月19日発売[4]、ISBN 978-4-08-891871-6
  3. 2021年9月17日発売[5]、ISBN 978-4-08-892044-3